# Чивита Супериоре (Кампобасо)
Чивита Супериоре је насеље у Италији у округу Кампобасо, региону Молизе.
Према процени из 2011. у насељу је живело 66 становника. Насеље се налази на надморској висини од 717 м.